# سوپرمارین اسپیت‌فایر

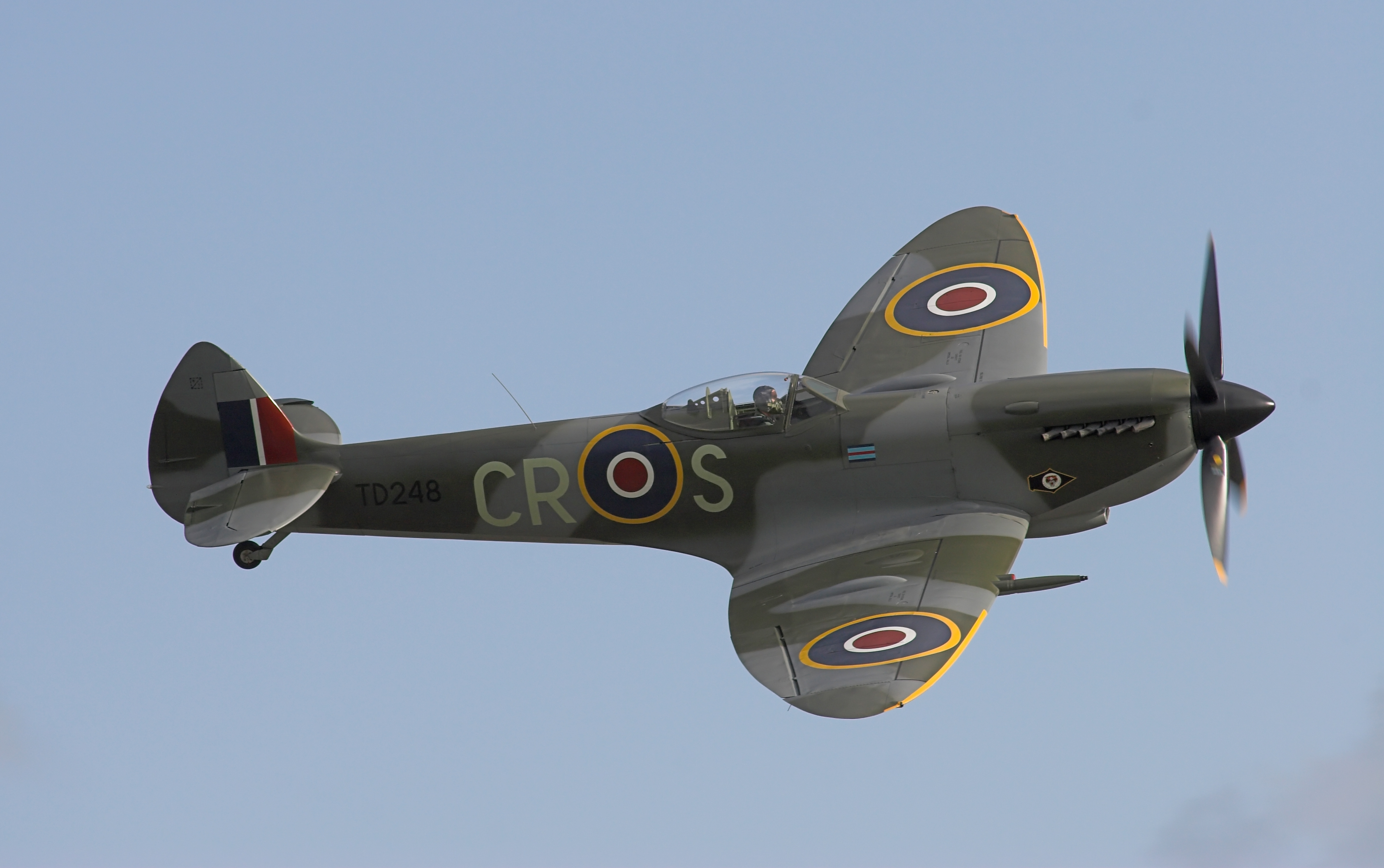
نگاره‌ای از یک فروند جنگندهٔ سوپرمارین اسپیت‌فایر ام‌کی ۱۶ در حین پرواز. این جنگنده، ساخت شرکت سوپرمارین و موتور آن ساخت شرکت رولزرویس است. در طول جنگ جهانی دوم جنگندهٔ سوپرمارین اسپیت‌فایر با برد پروازی ۷۴۰ کیلومتر، یکی از کاربردی‌ترین جنگنده‌های نیروی هوایی سلطنتی بریتانیا بود.

سوپرمِرین اسپیت‌فایر هواگرد جنگندهٔ بریتانیایی دورهٔ جنگ جهانی دوم است. این هواگرد را نیروی هوایی پادشاهی بریتانیا و چند کشور دیگر از نیروهای متفقین در تمام عرصه‌های جنگ جهانی دوم به‌کار بردند. این هواپیما در جنگ رقیب اصلی مسرشمیت آلمانی‌ها بود، یک هواپیمای ساب‌سونیک بود.
سوپرمارین اسپیت‌فایر یک هواپیمای جنگندهٔ تک‌سرنشینهٔ بریتانیایی است که قبل، حین و بعد از جنگ جهانی دوم توسط نیروی هوایی سلطنتی و دیگر کشورهای متفقین مورد استفاده قرار می‌گرفت. گونه‌های زیادی از اسپیت‌فایر با استفاده از چندین پیکربندی بال ساخته شدند و به تعداد بیشتری نسبت به هر هواپیمای بریتانیایی دیگر تولید شد. [استناد مورد نیاز] همچنین این جنگنده تنها جنگندهٔ بریتانیایی بود که به‌طور مداوم در طول جنگ تولید می‌شد. اسپیت‌فایر همچنان در میان علاقه‌مندان محبوب است؛ نزدیک به ۶۰ فروند از این هواپیما باقی مانده‌است و بسیاری دیگر از نمایشگاه‌های استاتیک در موزه‌های هوانوردی در سراسر جهان است.

## نگارخانه

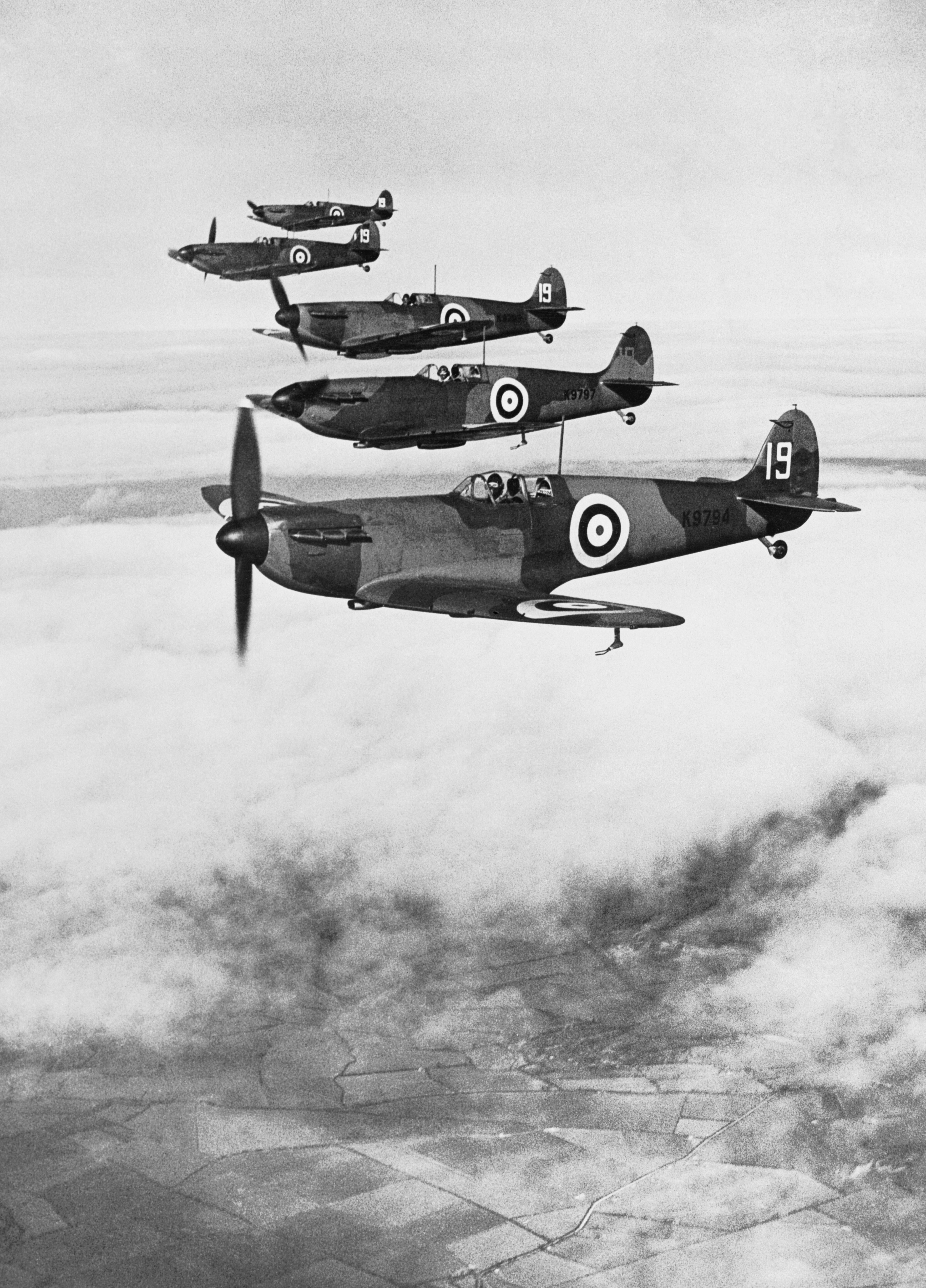
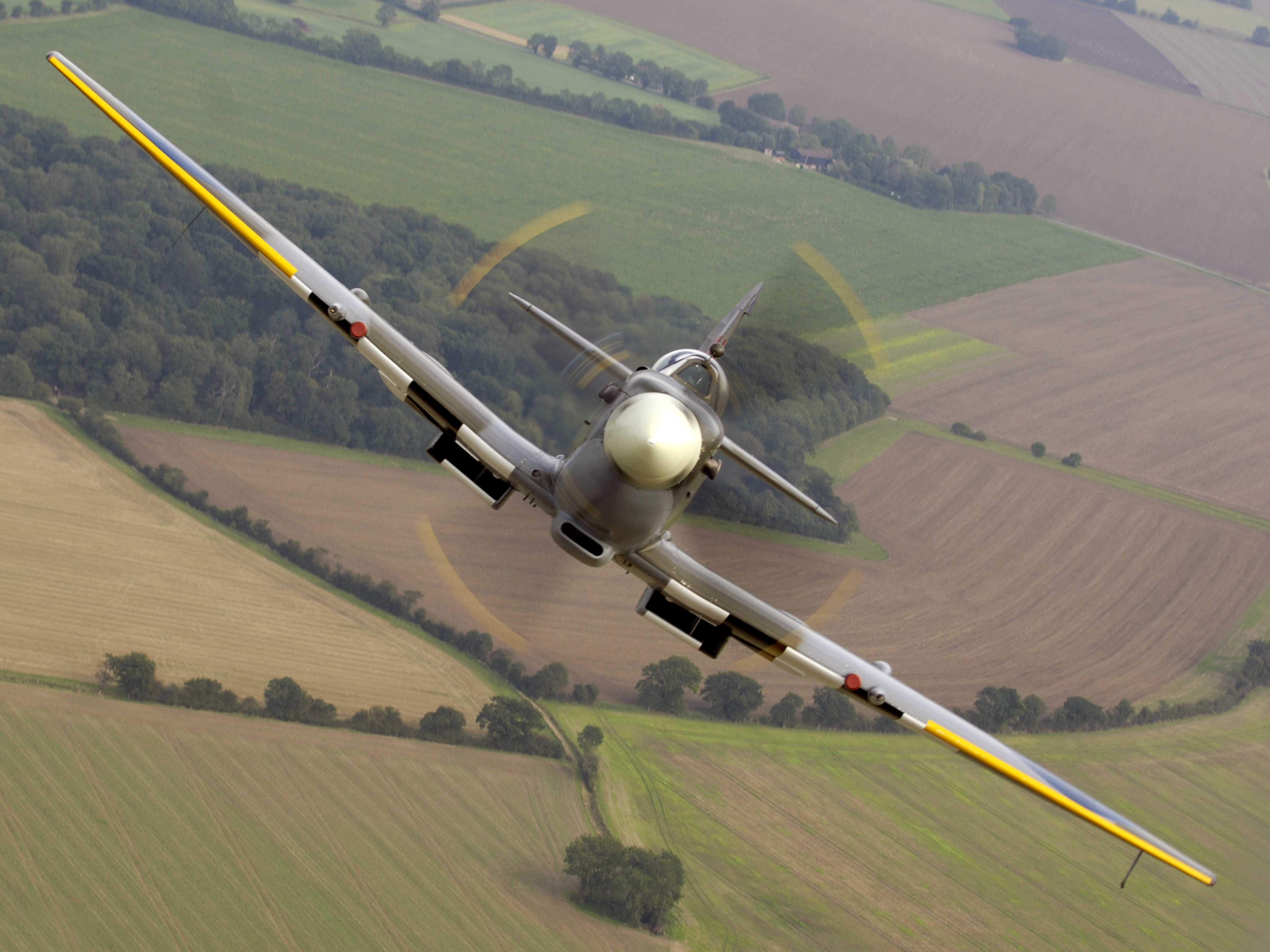
نقشهٔ طراحی اسپیت‌فایر

## توضیحات
1. ↑  Unit cost for airframe complete with engine, armament and equipment.[۴]